# Manuel Lopez (Musiker)
Manuel Lopez (bürgerlich: Manuel Kerbl) ist ein deutscher Gitarrist und Komponist. Er spielt in der Verstärkung von Heinz Rudolf Kunze.

## Leben
Manuel Lopez stammt aus München. Im Alter von 19 Jahren begann er seine professionelle Musikerkarriere und wirkte in verschiedenen Bands und bei zahlreichen Studioprojekten mit. Als vielseitiger Studio-Gitarrist ist er nach eigenen Angaben an rund 5000 Aufnahmen beteiligt. Bei Konzerten und Tourneen stand er oft auf der Bühne, so etwa mit Rio Reiser, Konstantin Wecker und Howard Carpendale.
Seit 2021 spielt Manuel Lopez für Heinz Rudolf Kunze als Live- und Studio-Gitarrist in dessen Band Verstärkung.

## Veröffentlichung
- My Favourite Genesis Songs For Guitar. 13 Songs, Bogner Records CD-17396, 2016[2]